# Фрёбе, Герт
Карл Герхарт «Герт» Фрёбе (нем. Karl Gerhart „Gert“ Fröbe; 25 февраля 1913, Оберпланиц, ныне Цвиккау — 5 сентября 1988, Мюнхен) — немецкий актёр, считается одним из наиболее видных исполнителей характерных ролей. Известен прежде всего своей ролью детоубийцы Шротта в классическом детективе «Это случилось при свете дня» (1958) и заглавной ролью Аурика Голдфингера в фильме Бондианы (1964), а российскому зрителю по ролям полковника фон Гольштейна в «Воздушных приключениях» (1965) и Отто Крампе в «Уколе зонтиком» (1980).

## Биография
Фрёбе родился в семье мастера-канатчика и сапожника Отто Йоханнеса Фрёбе. Увлечённый искусством, он устроился на работу в городской театр Цвиккау и подрабатывал на жизнь, играя на улице на скрипке. Он брал уроки актёрского мастерства и вскоре стал статистом и играл второстепенные роли. Комедийный талант Фрёбе открыл его учитель Эрих Понто.
С 1934 по 1937 состоял в рядах НСДАП.
В 1959 году Герт Фрёбе женился на Татьяне Ивановой, немецкой актрисе и певице русского происхождения, и усыновил её сына, будущего актёра Андреаса Зайферта.
Несмотря на своё крупное телосложение Фрёбе удавалось появляться на экране в самых разных амплуа. Снявшись в около четырёх десятках немецких фильмов, Фрёбе получил роль в переломном для него фильме «Это случилось при свете дня» по сценарию Фридриха Дюрренматта. Успех Фрёбе в этом фильме спустя шесть лет положил начало его международной карьере, когда ему предложили роль в фильме о Джеймсе Бонде. По-английски Фрёбе говорил с очень сильным немецким акцентом, поэтому в «Голдфингере» его озвучил английский актёр Майкл Коллинз.
В 1965 году в интервью Daily Mail Фрёбе признался в том, что был членом НСДАП. Вслед за этим признанием фильмы с его участием были запрещены в Израиле, но спустя восемь недель это решение было отменено, когда стало известно, что Фрёбе при национал-социалистах укрывал и снабжал продовольствием еврейскую семью.
Герт Фрёбе несколько лет боролся с раком гортани, и когда казалось, что болезнь была побеждена, Фрёбе внезапно умер в 1988 году от инфаркта миокарда. Похоронен на Лесном кладбище в Иккинге.

## Фильмография
| - 1942: Wagen Nr. 1 kämpft sich seinen Weg - 1945: Die Kreuzlschreiber - 1948: Der Herr vom andern Stern - 1948: Берлинская баллада — Berliner Ballade - 1949: Nach Regen scheint Sonne - 1951: Решение перед рассветом — Decision Before Dawn - 1952: Der Tag vor der Hochzeit - 1953: Человек на канате — Man on a Tightrope - 1953: Salto mortale - 1953: Die vertagte Hochzeitsnacht - 1953: Сердце играет фальшиво — Ein Herz spielt falsch - 1953: Arlette erobert Paris - 1953: Hochzeit auf Reisen - 1953: Семь грешников — Die kleine Stadt will schlafen gehen - 1954: Рассвет — Morgengrauen - 1954: Das Kreuz am Jägerstein - 1954: Mannequins für Rio - 1954: Das zweite Leben - 1954: Ewiger Walzer - 1954: Herr Satan persönlich - 1955: Vom Himmel gefallen - 1955: Der dunkle Stern - 1955: Ich weiß, wofür ich lebe - 1955: Мистер Аркадин — Mr. Arkadin - 1955: Герои устали — Die Helden sind müde - 1955: Das Forsthaus in Tirol - 1955: Дуня — Dunja - 1956: Ein Mädchen aus Flandern - 1956: Ein Herz schlägt für Erika - 1956: Waldwinter - 1956: Robinson soll nicht sterben - 1957: Celui qui doit mourir - 1957: Тайфун над Нагасаки — Typhon sur Nagasaki - 1957: Der tolle Bomberg - 1957: Celui qui doit mourir - 1957: Charmants Garçons - 1957: Das Herz von St. Pauli - 1957: Шах носильщику — Échec au porteur - 1957: Kavaliere - 1958: Grabenplatz 17 - 1958: Девица Розмари — Das Mädchen Rosemarie - 1958: Бурлаки на Волге — I battelieri del Volga - 1958: Мокрый асфальт — Nasser Asphalt - 1958: Der Pauker - 1958: Это случилось при свете дня — Es geschah am hellichten Tag - 1958: Das Mädchen mit den Katzenaugen - 1958: Очаровательные мальчики — Charmants garçons - 1958: Nick Knattertons Abenteuer - 1959: Jons und Erdme - 1959: Menschen im Hotel - 1959: Am Tag, als der Regen kam - 1959: Und ewig singen die Wälder - 1959: Der Schatz vom Toplitzsee - 1959: Alt Heidelberg - 1959: Ihr Verbrechen war Liebe/Auch Tote zahlen den vollen Preis - 1960: Das kunstseidene Mädchen - 1960: Soldatensender Calais - 1960: Тысяча глаз доктора Мабузе — Die 1000 Augen des Dr. Mabuse | - 1960: Bis dass das Geld euch scheidet - 1960: Le bois des amants - 1960: Der Gauner und der liebe Gott (премия лучшему актёру МКФ в Сан-Себастьяне) - 1961: Der grüne Bogenschütze - 1961: Возвращение доктора Мабузе/Im Stahlnetz des Dr. Mabuse - 1961: Via Mala - 1961: Auf Wiederseh’n - 1962: Самый длинный день — The Longest Day - 1962: Рыжая — Die Rote - 1962: Das Testament des Dr. Mabuse - 1962: Убийца (Le meurtrier) - 1963: Mein Mann, der Goldesel - 1963: Трёхгрошовая опера — Die Dreigroschenoper - 1963: Банановая кожура — Peau de banane - 1963: Сто тысяч долларов на солнце — Centomila dollari al sole - 1964: Тонио Крёгер — Tonio Kröger - 1964: Echappement libre - 1964: Голдфингер — Goldfinger - 1965: Ураган над Ямайкой — A High Wind in Jamaica - 1965: Воздушные приключения — Those Magnificent Men In Their Flying Machines - 1965: Любовная карусель — Das Liebeskarussell - 1966: Потасовка в Панаме — Du Rififi A Paname - 1966: Ganovenehre - 1966: Горит ли Париж? — Paris brûle-t-il? - 1966: Тройной крест — Triple Cross - 1967: La fantastique histoire vraie d’Eddie Chapman - 1967: Tolldreiste Kerle in rasselnden Raketen - 1967: Я убил Распутина — J’ai tué Raspoutine - 1968: Caroline chérie — Schön wie die Sünde - 1968: Пиф-паф ой-ой-ой — Chitty Chitty Bang Bang - 1969: Бросок в Монте-Карло — Monte Carlo Rallye - 1971: Der Millionenraub - 1972: Людвиг — Ludwig II. - 1973: Morgenstern am Abend - 1974: Лесной разбойник — Der Räuber Hotzenplotz - 1974: Ein Unbekannter rechnet ab - 1974: Nuits rouges - 1975: Docteur Justice - 1975: Mein Onkel Theodor oder Wie man im Schlaf viel Geld verdient - 1976: Sonntagsgeschichten - 1976: Кудесники — Die Schuldigen mit den sauberen Händen - 1977: Das Gesetz des Clans - 1977: Змеиное яйцо — Das Schlangenei - 1977: Tod oder Freiheit - 1977: Der Schimmelreiter - 1978: Der Tiefstapler - 1979: Кровная связь — Bloodline - 1980: Укол зонтиком — Le coup du parapluie - 1981: Закон любви — Der Falke - 1981: Ein sturer Bock - 1981: Parcelle brillante - 1982: Der Garten - 1982: Похищение сабинянок — Der Raub der Sabinerinnen - 1984: Август Сильный — August der Starke - 1984: Alte Sünden rosten nicht - 1986: Маленький вампир — Der kleine Vampir - 1988: Клиника Шварцвальда — Die Schwarzwaldklinik |